# Meleagant
Maleagant (Malagant o Meleagant) è uno degli antagonisti delle leggende arturiane. All'inizio uno dei cavalieri della Tavola Rotonda, figlio di re Baudemagu di Gore, è divenuto famoso per aver rapito Ginevra.
Compare per la prima volta nel Lancillotto o il cavaliere della carretta di Chrétien de Troyes, dove porta Ginevra nel suo impenetrabile castello. La regina viene liberata da Lancillotto e Gawain. Questa è la prima apparizione sulla scena di Lancillotto nelle leggende arturiane. 

## Melwas
Si pensa che Meleagant sia ispirato a un misterioso re chiamato Melwas, Perché la prima versione del popolare motivo del rapimento di Ginevra appare nella Vita latina di Gildas di Caradoc di Llancarfan, all'inizio del XII secolo. In quel testo, Melwas, re del "Paese dell'estate" (regnante in aestiua regione; traduzione diretta dell'antico nome gallese del Somerset, Gwlad yr Haf), porta Ginevra (Gwenhwyfar) alla sua roccaforte di Glastonbury. Artù la trova dopo un anno di ricerche e si prepara a prendere d'assalto il castello, ma Gildas negozia il suo ritorno sicuro. 

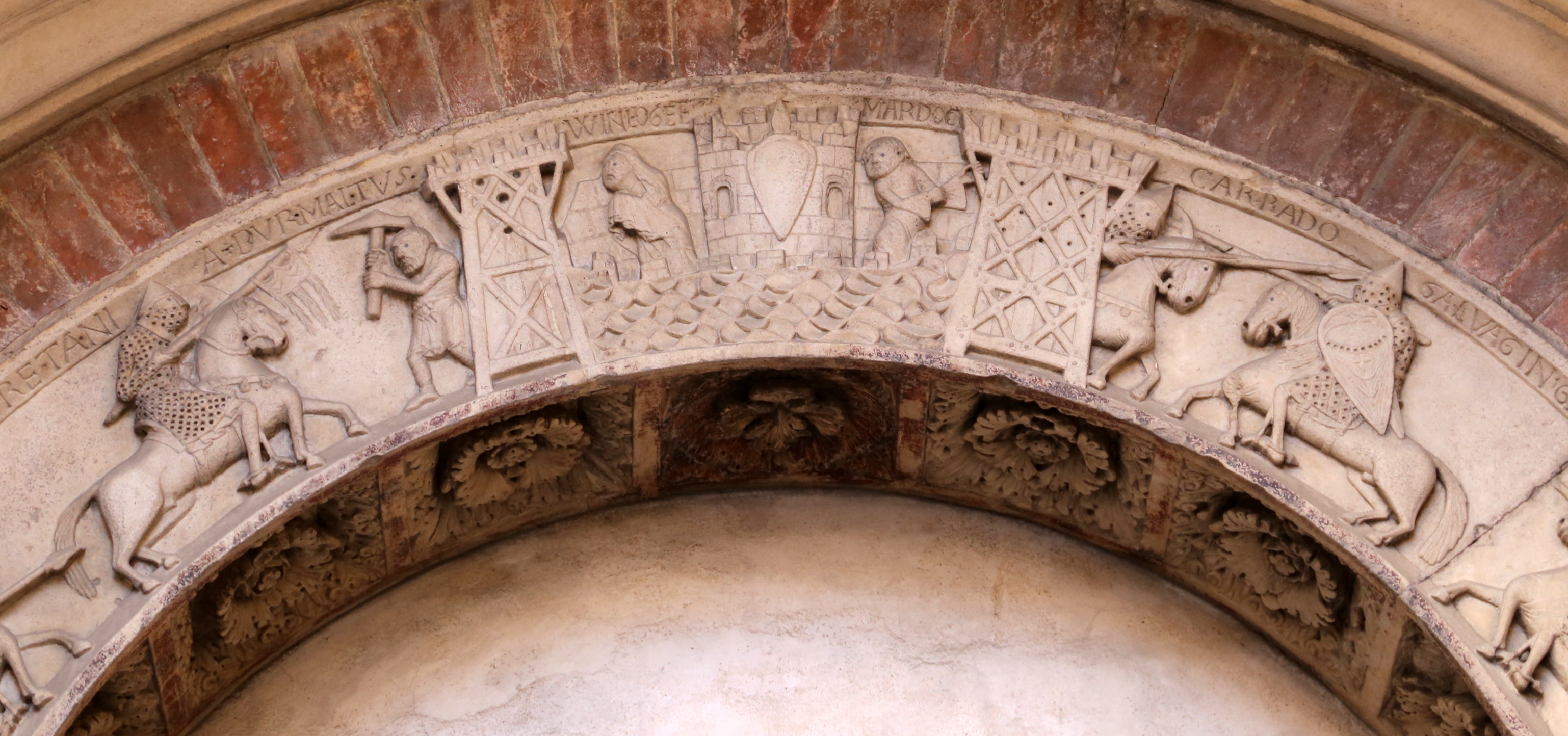
Bassorilievo della porta della pescheria sulla Cattedrale di Modena, nel Bassorilievo si può trovare una la prime possibile illustrazione del rapimento di Ginevra da parte di Melwas.

Melwas appare anche in un frammentario dialogo gallese, indicando che questa storia era ampiamente conosciuta in Galles. Una scultura monumentale dell'inizio del XII secolo sull'archivolto della Cattedrale di Modena (in particolare sulla porta della pescheria) in Italia contiene una scena correlata, in cui Artù e i suoi guerrieri assediano un castello dove un personaggio identificato come Mardoc siede con Winlogee, presumibilmente Ginevra.
Roger Sherman Loomis considerava la forma Maleagant o Meleagans come un derivato diretto del brittonico Melwas. Ha elencato una serie di varianti, tra cui Mehaloas, Melians e Malvasius.